# Dino Di Marzio
Dino Ugo Di Marzio (Pescara, 6 giugno 1910 – San Bartolomé de las Abiertas, 12 dicembre 1936) è stato un militare e aviatore italiano, insignito della medaglia d'oro al valor militare alla memoria nel corso della guerra civile spagnola.

## Biografia
Nacque a Pescara il 6 giugno 1910. Frequentata la Scuola Militare di Pescara e ottenuto il diploma di perito industriale, nel gennaio del 1931 si arruolò volontario nella Regia Aeronautica come aviere allievo del corso speciale di pilotaggio presso l'aeroporto di Capua, e nel marzo successivo passò alla Scuola di pilotaggio di Passignano. Nominato primo aviere scelto nel settembre dello stesso anno al conseguimento del brevetto di pilota di idrovolante, nell'ottobre successivo fu promosso sergente avendo conseguito anche il brevetto di pilota militare. Passò quindi in servizio presso l'88º Gruppo Autonomo Caccia Marittima di stanza sull'idroporto di Vigna di Valle e trattenuto in servizio attivo conseguì l'abilitazione al pilotaggio dei velivoli Macchi M.41 e Savoia-Marchetti S.59. Nel novembre del 1934 fu trasferito al 20º Stormo Ricognizione Terrestre di base sull'aeroporto di Centocelle, e nel giugno dell’anno successivo ottenne la promozione a sergente maggiore. Il 16 novembre 1936 fu assegnato all'Aviazione Legionaria, e cadde mentre effettuava il volo di trasferimento alla base di destinazione il 12 dicembre. Venne decorato con la medaglia d'oro al valor militare alla memoria.

### Fonti
1. 1 2 3 4 5 6  Combattenti Liberazione.
2. 1 2  Gruppo Medaglie d'Oro al Valor Militare 1965, p. 204.
3. 1 2  Ufficio Storico dell'Aeronautica Militare 1969, p. 82.
4. ↑  Medaglie d'oro al valor militare sul sito della Presidenza della Repubblica